# Суперсерия по регби среди женщин
Суперсерия по регби среди женщин (англ. Women's Rugby Super Series) — международное спортивное соревнование по регби среди женских команд, которое было впервые проведено в 2015 году с участием четырёх команд. Всего было проведено четыре таких розыгрыша.

## История
Суперсерия была образована как преемник женского Кубка наций, который проводился в 2008—2013 годах при участии женских сборных США, Англии и Канады. Первый розыгрыш Суперсерии состоялся в 2015 году в канадской Альберте при участии сборных Канады, Новой Зеландии, Англии и США: победу одержали новозеландки. В 2016 году во втором розыгрыше, прошедшем в американском Солт-Лейк-Сити, вместо Новой Зеландии выступила Франция, а победу одержали канадки. В 2017 году в Новой Зеландии состоялся розыгрыш под названием Международная серия по регби среди женщин (англ. International Women's Rugby Series) при участии четырёх команд (Англия, Канада, Новая Зеландия и Австралия), в котором победила Англия. В 2019 году состоялся четвёртый розыгрыш, прошедший в американском Сан-Диего: в нём приняли участие пять сборных, а победу одержали во второй раз новозеландки.

## Результат выступлений

### По годам
| Год  | Место               | Победитель     | Второе место   | Третье место | Четвёртое место | Пятое место |
| ---- | ------------------- | -------------- | -------------- | ------------ | --------------- | ----------- |
| 2015 | Альберта, Канада    | Новая Зеландия | Англия         | США          | Канада          |             |
| 2016 | Солт-Лейк-Сити, США | Канада         | Англия         | Франция      | США             |             |
| 2017 | Новая Зеландия      | Англия         | Новая Зеландия | Канада       | Австралия       |             |
| 2019 | Сан-Диего, США      | Новая Зеландия | Англия         | Франция      | Канада          | США         |

### По сборным
| Сборная        | Победы | Вторые места | Третьи места | Четвёртые места | Пятые места |
| -------------- | ------ | ------------ | ------------ | --------------- | ----------- |
| Новая Зеландия | 2      | 1            |              |                 |             |
| Англия         | 1      | 3            |              |                 |             |
| Канада         | 1      |              | 1            | 2               |             |
| США            |        |              | 1            | 1               | 1           |
| Франция        |        |              | 2            |                 |             |
| Австралия      |        |              |              | 1               |             |